# 債權
債權（德語：Obligation）是大陆法系法律體系中，一方當事人得請求他方當事人為一定行為（作為或不作為）的司法上权利，規範此類權利發生、進行及消滅之法律即為債法。本於權利義務相對原則，相對於債權者為债务，即必須為一定行為（作為或不作為）的司法上義務。因此債之關係本質上即為一司法上的債權債務關係，債權和債務都不能單獨存在，否則即失去意義。
和物权不同的是，債權是一種典型的相對權，只在债权人和債務人間發生效力，原則上債權人和債務人之間的債之關係不能對抗第三人。

## 債權的性質
- 債權和物權一樣同屬「財產權」之一種。
- 債權為一種「相對權」，僅能於特定人間發生效力，故又稱為「對人權」。相對於此的是物權，物權得對不特定任何人主張，故又稱為「絕對權」、「對世權」。
- 債權平等原則：對於同一人的多數債權，不論其發生先後，彼此間的地位均先等，無先後順序。

## 債權物權化
債權基於債之相對性，原則上僅能對特定人主張。但是有某部分的債權，亦具有對抗一般不特定人的效力，此即為「債權物權化」。
中華民國民事法上，債權物權化的種類主要有「買賣不破租賃」、「分管契約」、「預告登記」這三種。

### 買賣不破租賃
現於臺、澎、金、馬實施之中華民國民法第425條第1項規定：「出租人於租賃物交付後，承租人占有中，縱將其所有權讓與第三人，其租賃契約，對於受讓人仍繼續存在。」一般稱此為「買賣不破租賃」，為債權物權化的表現之一。但所有權之移轉，並非只有在買賣契約會發生，故更精確的講法應稱為「所有權移轉不破租賃」。譬如說，今天甲把房子租給乙，後來甲將房子賣給丙，並移轉該屋之所有權予丙，此時，甲、乙間的租賃契約仍會在乙、丙間繼續存在，而不會因為房屋所有權人的變動而受到影響。而所以如此規定乃是基於保護承租人之立場而設。

### 分管契約
2009年1月23日，中華民國增訂民法第826條之1：
1. 不動產共有人間關於共有物使用、管理、分割或禁止分割之約定或依第八百二十條第一項規定所為之決定，於登記後，對於應有部分之受讓人或取得物權之 人，具有效力。其由法院裁定所定之管理，經登記後，亦同。(第1項)
2. 動產共有人間就共有物為前項之約定、決定或法院所為之裁定，對於應有部分之受讓人或取得物權之人，以受讓或取得時知悉其情事或可得而知者為限，亦具有效力。(第2項)
3. 共有物應有部分讓與時，受讓人對讓與人就共有物因使用、管理或其他情形所生之負擔連帶負清償責任。(第3項)

該國最高法院於48年台上字1065號判例中認為：「共有人於與其他共有人訂立共有物分割或分管之特約後，縱將應有部分讓與第三人，其分割或分管契約，對於受讓人仍繼續存在。」此亦為債權物權化的表現，因為共有人間自己定力的分管契約僅為一種「債權」契約而已，對於第三人並不具效力，但在此卻使其對於受讓人，益及契約當事人以外的第三人發生效力，是為物權化的表現。不過司法院大法官會議亦於釋字349號解釋中特別強調，此判例的適用範圍必須限制在受讓人明知或可得而知該分管契約的存在，此時期才受分管契約之拘束。倘若第三人無從得知，則該分管契約仍對其不生拘束力。

### 預告登記
該國土地法第79條之1第2項規定：「前項預告登記未塗銷前，登記名義人就其土地所為之處分，對於所登記之請求權有妨礙者無效。」預告登記乃是指預為保全對於他人不動產權利之取得、喪失、變更請求權所為之登記，其目的乃在防止登記名義人對其不動產有妨礙保全請求權所為之處分，以保護請求權人之權益。譬如甲贈與某地給乙，乙就其對移轉標的物所有權之請求權為預告登記後，若甲再就該地設定抵押權給第三人時，其處分將因為妨礙乙所登記之請求權，所以無效。

## 債權的效力
債權一般具有下列的效力：
- 受領保持力：債權人對於債務人所提出之給付將因該「債權」而保有該等給付。此時「債權」即成為債權人保有該給付的「法律上原因」而不會成立不當得利。
- 訴請履行力：債權人於債務人未依債之本旨而提出給付時，得提起訴訟請求債務人履行給付。
- 強制執行力：當債權人取得法院的執行名義後，可以依據強制執行法的相關規定，對於債務人進行強制執行。

## 債之發生
債發生的原因在民法債編中主要可分為契约、无因管理、不當得利和侵权行为。

## 債之標的
債權的標的即為債權之客體，也就是債務人所應為之給付。而債權之標的於民法中主要有下列幾種：
1. 種類之債
2. 特定物之債
3. 貨幣之債
4. 利息之債
5. 選擇之債
6. 損害賠償之債

## 債權之保全
基於債之相對性，債權人原則上僅能對債之關係之當事人主張其權利。但在某些情況下，債務人卻可能透過積極或消極的方式使其財產減少，進而導致債權人之債權無法受到清償，此時，為了確保債權能夠受到清償，債權人能行使特定的權利，保全債務人之財產，使其免於受到損害，而債權人行使這些權利，通常必須向債之關係以外的第三人行使，故又有稱為是「債權之對外效力」。就債權之保全，民法中設有兩種規定：「代位權」及「撤銷權」。

## 債之移轉
債之移轉主要可以分為兩種，一種是債權的移轉，即「債權讓與」；另一種則為債務的移轉，即「債務承擔」。債之移轉發生的原因，有基於法律規定（如继承），也有基於意思表示而發生，前者稱為「法定債之移轉」；後者則稱為「意定債之移轉」。然而不論是法定或意定的債之移轉，都僅為債之主體的變更，債之關係本身仍具有同一性，亦即債之關係的內容不會因為主體的改變而發生變化。

## 債之消滅
債的消滅原因民法債編中則有清償、提存、抵銷、免除、混同。

## 引註
1. ↑  最高法院48年臺上字1065號判例[永久]
2. ↑  溫豐文，土地法，2007年9月，頁209。
3. ↑  王澤鑑，債法原理第一冊：基本理論、債之發生，2006年9月，頁19
4. ↑   (PDF).   [2011-03-05]. （原始内容 (PDF)存档于2011-04-09）.

## 参閱
- 債權行為
- 無因性原則
- 代物清償(datio in solutum；substituted performance)

## 外部連結
- The Law of Obligations - Springer （页面存档备份，存于）